# Dirt All By My Lonely
A Dirt All By My Lonely az első kislemez az amerikai Naughty by Nature hiphopcsapat 5. Nineteen Naughty Nine: Nature's Fury című albumáról. A dal a 9. helyezett lett az R&B / Hip-Hop singles kislemezlistán.[forrás?]

## Tracklista

### A-oldal
1. "Dirt All By My Lonely" (Radio Mix)- 3:14
2. "Dirt All By My Lonely" (TV track)- 3:14

### B-oldal
1. "Dirt All By My Lonely" (Club Mix)- 3:14
2. "Dirt All By My Lonely" (Acappella))- 2:54